# Metallea ciliilunula
Metallea ciliilunula är en tvåvingeart som beskrevs av Fang och Fan 1984. Metallea ciliilunula ingår i släktet Metallea och familjen Rhiniidae. Inga underarter finns listade i Catalogue of Life.